# Accident d'un C-130 marocain en 2011
Le crash d'un Lockheed C-130H Hercules des Forces royales air s'est déroulé le 26 juillet 2011 à 10 h (UTC+01:00). Un Lockheed C-130H Hercules s'est écrasé sur une montagne en essayant d'atterrir à Guelmim dans de mauvaises conditions météo. Il n'y a pas de survivants parmi les passagers et membres d'équipage.

## Circonstances
L'appareil, qui appartient aux Forces royales air, transporte des militaires depuis le Sahara occidental. Certains sont en route pour prêter serment devant le roi Mohammed VI à l'occasion de la fête du Trône le 30 juillet.
L'avion transporte au départ 81 personnes, équipage compris, mais un passager ne remonte pas dans l'avion après l'escale de Laâyoune.
L'accident a lieu pendant la phase d'approche de l'aéroport de Guelmim. La ville est recouverte d'un épais brouillard ce jour-là. L'avion percute la montagne de Sayyert et est coupé en deux.

## Réactions
Le drame choque le pays, qui n'avait plus connu de crash de cette ampleur sur son sol depuis l'accident du vol 630 Royal Air Maroc en 1994.